# Lorcaserină
Lorcaserina (cu denumirea comercială Belviq) este un medicament cu efect anorexigen și a fost utilizat în tratamentul obezității în Statele Unite ale Americii. Calea de administrare disponibilă era cea orală.
Medicamentul a fost retras de pe piață din SUA în 2020 în urma deciziei FDA, din cauza riscului crescut de inducere a cancerelor.